# Sakurai Masato
Masato Sakurai (sinh ngày 25 tháng 9 năm 1986) là một cầu thủ bóng đá người Nhật Bản.

## Sự nghiệp câu lạc bộ
Masato Sakurai đã từng chơi cho Kataller Toyama.